# 石哈河镇
石哈河镇，是中华人民共和国内蒙古自治区巴彦淖尔市乌拉特中旗下辖的一个乡镇级行政单位。

## 行政区划
石哈河镇下辖以下地区：
第一社区、白音厂汗村、楚鲁图村、格日楚鲁村、石哈河村、西羊场村、二十四份村、郜北村、柏木井村和双盛美村。